# Neodeightonia phoenicum
Neodeightonia phoenicum är en svampart som beskrevs av A.J.L. Phillips & Crous 2008. Neodeightonia phoenicum ingår i släktet Neodeightonia och familjen Botryosphaeriaceae.   Inga underarter finns listade i Catalogue of Life.